# Camilo Viganoni
Camilo Francisco Viganoni (Colonia Elía, 10 dicembre 2003) è un calciatore argentino, attaccante del Talleres (RdE) in prestito dal Tigre.

## Carriera
Viganoni è cresciuto nel settore giovanile del River Plate ed ha iniziato la sua carriera calcistica con la maglia del Gimnasia (CdU) dove ha giocato nel Torneo Federal A nel 2021.
Successivamente è stato acqusitato dal Tigre dove ha trascorso due annate nella squadra riserve. Il 6 febbraio 2024 è stato ceduto in prestito al Central Córdoba (SdE), dove ha debuttato venti giorni più tardi nell'incontro di Copa de la Liga Profesional pareggiato 0-0 contro l'Atl. Tucumán. Ha trovato il primo gol con i bianconeri il 19 marzo seguente segnando il gol del definitivo 2-2 contro l'Unión (SF) al 97' minuto. Il 30 giugno ha fatto rientro al Tigre.

## Statistiche

### Presenze e reti nei club
Statistiche aggiornate al 26 dicembre 2024.
| Stagione        | Squadra               | Campionato      | Campionato | Campionato | Coppe nazionali | Coppe nazionali | Coppe nazionali | Coppe continentali | Coppe continentali | Coppe continentali | Altre coppe | Altre coppe | Altre coppe | Totale | Totale | Totale |
| Stagione        | Squadra               | Comp            | Pres       | Reti       | Comp            | Pres            | Reti            | Comp               | Pres               | Reti               | Comp        | Pres        | Reti        | Pres   | Reti   |        |
| --------------- | --------------------- | --------------- | ---------- | ---------- | --------------- | --------------- | --------------- | ------------------ | ------------------ | ------------------ | ----------- | ----------- | ----------- | ------ | ------ | ------ |
| 2021            | Gimnasia (CdU)        | TFA             | 10         | 1          | CA              | 0               | 0               |                    | -                  | -                  |             | -           | -           | 10     | 1      |        |
| 2024            | Central Córdoba (SdE) | PD              | 0          | 0          | CA+CdL          | 1+6             | 0+1             |                    | -                  | -                  |             | -           | -           | 7      | 1      |        |
| 2024            | Tigre                 | PD              | 5          | 0          | CA+CdL          | 0               | 0               |                    | -                  | -                  |             | -           | -           | 5      | 0      |        |
| Totale carriera | Totale carriera       | Totale carriera | 15         | 1          |                 | 7               | 1               |                    | -                  | -                  |             | -           | -           | 22     | 2      |        |